# Ото IV (Брауншвайг-Люнебург)
Вижте пояснителната страница за други личности с името Ото IV.
Ото IV/I фон Брауншвайг-Люнебург Куция (на немски: Otto IV/I von Braunschweig-Lueneburg, „der Hinkende“; * ок. 1400; † 27 май или 1 юни 1445 или 1446) херцог на Брауншвайг-Люнебург от род Велфи, е княз на княжество Люнебург от 1434 до 1446 г.

## Живот
Той е големият син на херцог Бернхард I († 11 юни 1434) и на Маргарета Саксонска († 1429), дъщеря на курфюрст Венцел I от Саксония-Витенберг от род Аскани.
Ото IV се жени през 1425 г. за Елизабет фон Еверщайн (* пр. 1406; † 10 февруари 1468), дъщеря на последния граф на Еверщайн, Херман IV фон Еверщайн-Поле († 1413/1429) и Ирмгард фон Валдек († сл. 1408). Ражда им се една дъщеря.
След смъртта на баща му Ото IV поема управлението на Княжество Люнебург заедно с брат си Фридрих Благочестиви († 1478). Той престроява двореца в Целе. Подобрява правното положение на селяните към земевладелците.
В много походи Ото воюва против нападенията на алтмаркското рицарство в Княжество Люнебург, освен това води битки против графовете на Шпигелберг и графовете на Хоя. За финансирането на неговите битки той залага земите в Хомбург-Еверщайн и въвежда нови водни мита на Илменау. На края той има тежки конфликти с град Люнебург, понеже чрез митата търговията на града е засегната.
Ото е погребан в църквата „Св. Михаел“ в Люнебург.